# Bilczew (powiat ostrowski)
Bilczew – wieś w Polsce położona w województwie wielkopolskim, w powiecie ostrowskim, w gminie Sieroszewice. Leży nad Ołobokiem, ok. 8 km na wschód od Ostrowa Wlkp.
Znany od 1368 jako własność rycerska. Miejscowość przynależała administracyjnie przed rokiem 1887 do powiatu odolanowskiego, W latach 1975–1998 do województwa kaliskiego, a w latach 1887–1975 i od 1999 do powiatu ostrowskiego.